# FC Vestsjælland
FC Vestsjælland znany też jako FCV Vikings – duński klub piłkarski, który miał siedzibę w mieście Slagelse. Przez dwa sezony (2013/2014 oraz 2014/2015) występował w duńskiej Superlidze. W 2015 roku wystąpił również w finale Pucharu Danii. W listopadzie 2015 roku po spadku z superligi ogłoszono bankructwo klubu.